# Стар Трек: Феномен
„Стар Трек: Феномен“ (на английски: Star Trek: Prodigy) е американски анимационен сериал, създаден от Кевин и Дан Хейджман за стрийминг услугата „Парамаунт+“ и кабелната телевизия „Никелодеон“. Той е десетият сериал на „Стар Трек“ и стартира през 2021 г. като част от разширената вселена на „Стар Трек“ на изпълнителния продуцент Алекс Кърцман. Той е продуциран от CBS Eye Animation Productions и Nickelodeon Animation Studio във връзка с Secret Hideout, Roddenberry Entertainment, и Brothers Hageman Productions.
Премиерата на сериала е излъчена премиерно по „Парамаунт+“ на 28 октомври 2021 г., и започва да се излъчва по „Никелодеон“ на 17 декември. Първият сезон със 20 епизода продължи от 27 октомври 2022 г., докато втория сезон е в производство.

## Озвучаващ състав в оригинала
- Брет Грей – Дал Рел
- Ела Пърнел – Гуиндала
- Джейсън Манцукас – Джанком Пог
- Ангъс Имри – Зиро
- Райли Алазраки – Рок-Так
- Дий Брадли Бейкър – Мърф
- Джими Симпсън – Дреднок
- Джон Нобъл – Гадателя
- Кейт Мългрю – Капитан Дженуей
- Бони Гордън – Компютъра на „Протостар“
- Робърт Белтран – Чакотей
- Джамила Джамил – Виндикатора
- Джейсън Александър – Ноум
- Давид Дигс – Тайсис
- Били Кемпбъл – Тодиън Окона
- Рони Кокс – Едуард Джелико
- Рене Обержоноа – Одо
- Джеймс Духан – Монтгомъри Скот
- Нишел Никълс – Ниота Ухура
- Ленърд Нимой – Спок
- Гейтс Макфейдън – Бевърли Кръшър
- Грей Делайл – Нанди
- Ерик Бауза – Барнис Фрекс
- Фред Таташор – Гаровик
- Кимбърли Брукс – Касет
- Ейми Хил – доктор Яго, генетик
- Ерин Макдоналд – доктор Макдоналд, учен на „Старфлийт“

## В България
В България сериалът започва излъчване по локалната версия на „Никелодеон“ в средата на 2022 г.
След това е достъпен в стрийминг платформата SkyShowtime под името „Стар Трек: Чудо“.

### Нахсинхронен дублаж
| Роля            | Изпълнител                                                |
| --------------- | --------------------------------------------------------- |
| Дреднок         | Атанас Сребрев                                            |
| Гадателя        | Георги Спасов                                             |
| Гуин            | Ива Стоянова                                              |
| Рок-Так         | Петър Каменов (първи сезон) Рада Грозданова (втори сезон) |
| Джанком Пог     | Симеон Дамянов                                            |
| Зиро            | Симона Нанова                                             |
| Капитан Дженуей | Татяна Захова                                             |
| Дал             | Веселин Симеонов                                          |
| Капитан Чакотей | Росен Русев                                               |
| Командир Тайсис | Михаил Сървански                                          |
| Маджел          | Юлия Лилова                                               |

| Обработка           | студио „Про Филмс“  |
| ------------------- | ------------------- |
| Режисьор на дублажа | Симеон Дамянов      |
| Преводач            | Димана Воденичарска |